# Facultad de Ciencias Económicas y Empresariales de Albacete
La Facultad de Ciencias Económicas y Empresariales de Albacete es un centro docente de la Universidad de Castilla-La Mancha que imparte estudios superiores de economía y ciencias empresariales. Pertenece a la Ciudad Universitaria de la ciudad española de Albacete.
Su oferta de estudios está encuadrada en el Sistema de Garantía Interna de Calidad otorgado por la ANECA (Agencia Nacional de Evaluación de la Calidad y Acreditación).

## Historia
La Facultad de Ciencias Económicas y Empresariales de Albacete fue creada en 1989 con una oferta académica que abarcaba las titulaciones de Economía y Administración y Dirección de Empresas con la misión de formar estudiantes de la rama económico-empresarial que ejerzan su profesión de una manera integral.

## Estudios
La facultad oferta las siguientes titulaciones de grado y posgrado:
Grados
- Grado en Economía
- Grado en Administración y Dirección de Empresas
- Doble Grado en Economía-Derecho

Posgrados
- Másteres oficiales
  - Máster Universitario en Consultoría y Asesoría Financiera y Fiscal
  - Máster Universitario en Crecimiento y Desarrollo Sostenible
  - Máster Interuniversitario en Banca y Finanzas Cuantitativas
  - Máster Universitario en Estrategia y Márketing de la Empresa
- Títulos propios
  - Máster en Entidades de Crédito: Edición Globalcaja
  - Máster en Comercio Internacional y sus Técnicas
  - Máster en Dirección de Empresas en el Sector de la Moda

## Áreas departamentales docentes
La facultad es sede de varios departamentos de ámbito empresarial y económico que coordinan la formación académica en toda la Universidad de Castilla-La Mancha a través de las distintas áreas de conocimiento. Estos departamentos son: 
- Departamento de Economía Española e Internacional, Econometría e Historia e Instituciones Económicas[1]

- Departamento de Análisis Económico y Finanzas[2]

- Departamento de Economía Política y Hacienda Pública, Estadística Económica y Empresarial y Política Económica[3]

- Departamento de Administración de Empresas[4]

No obstante, las siguientes áreas de conocimiento tienen actividad en el centro:
- Área de Economía Española e Internacional
- Área de Estadística
- Área de Econometría
- Área de Matemáticas
- Área de Comercialización
- Área de Historia Económica
- Área de Contabilidad
- Área de Hacienda Pública
- Área de Teoría Económica
- Área de Política Económica
- Área de Organización de Empresas
- Área de Economía Financiera

## Alumnado y personal
La Facultad de Ciencias Económicas y Empresariales de Albacete contaba en el curso 2013-2014 con un total de:
- 1274 alumnos[6]
- 71 profesores (3 de los cuales catedráticos)[7]
- 14 empleados de administración y servicios[8]